# Liste des entraîneurs champions de Tunisie de football
Ceci est une liste des entraîneurs champions de Tunisie de football.

## Entraîneurs vainqueurs par saison
| N°  | Saison    | Entraîneurs                  | Club               | Ref.   |
| --- | --------- | ---------------------------- | ------------------ | ------ |
| 1re | 1955-1956 | George Berry                 | CS Hammam Lif      | [ 1 ]  |
| 2e  | 1956-1957 | Habib Draoua                 | Stade tunisien     | [ 2 ]  |
| 3e  | 1957-1958 | George Berry (2)             | ES Sahel           | [ 3 ]  |
| 4e  | 1958-1959 | Hechmi Cherif                | ES Tunis           | [ 4 ]  |
| 5e  | 1959-1960 | Habib Draoua (2)             | ES Tunis           | [ 5 ]  |
| 6e  | 1960-1961 | Habib Draoua (3)             | Stade tunisien     | [ 6 ]  |
| 7e  | 1961-1962 | Rachid Turki                 | Stade tunisien     | [ 7 ]  |
| 8e  | 1962-1963 | Božidar Drenovac             | ES Sahel           | [ 8 ]  |
| 9e  | 1963-1964 | Fabio Roccheggiani           | Club africain      | [ 9 ]  |
| 10e | 1964-1965 | Ammar Nahali                 | Stade tunisien     | [ 10 ] |
| 11e | 1965-1966 | Aleksei Paramonov            | ES Sahel           | [ 11 ] |
| 12e | 1966-1967 | Fabio Roccheggiani (2)       | Club africain      | [ 12 ] |
| 13e | 1967-1968 | Laszlo Balogh                | Sfax railway sport | [ 13 ] |
| 14e | 1968-1969 | Acimovic Branislav           | CS Sfax            | [ 14 ] |
| 15e | 1969-1970 | Abderrahmane Ben Ezzedine    | ES Tunis           | [ 15 ] |
| 16e | 1970-1971 | Jivko Popadic                | CS Sfax            | [ 16 ] |
| 17e | 1971-1972 | Abdelmajid Chetali           | ES Sahel           | [ 17 ] |
| 18e | 1972-1973 | Jamel Eddine Bouabsa         | Club africain      | [ 18 ] |
| 19e | 1973-1974 | Jamel Eddine Bouabsa (2)     | Club africain      | [ 19 ] |
| 20e | 1974-1975 | Hmid Dhib                    | ES Tunis           | [ 20 ] |
| 21e | 1975-1976 | Hmid Dhib (2)                | ES Tunis           | [ 21 ] |
| 22e | 1976-1977 | Dragan Vasiljevic            | JS Kairouan        | [ 22 ] |
| 23e | 1977-1978 | Milor Popov                  | CS Sfax            | [ 23 ] |
| 24e | 1978-1979 | André Nagy                   | Club africain      | [ 24 ] |
| 25e | 1979-1980 | André Nagy (2)               | Club africain      | [ 25 ] |
| 26e | 1980-1981 | Michael Pfeiffer             | CS Sfax            | [ 26 ] |
| 27e | 1981-1982 | Hmid Dhib (3)                | ES Tunis           | [ 27 ] |
| 28e | 1982-1983 | Milor Popov (2)              | CS Sfax            | [ 28 ] |
| 29e | 1983-1984 | Youssef Zouaoui              | CA Bizerte         | [ 29 ] |
| 30e | 1984-1985 | Amarildo Tavares da Silveira | ES Tunis           | [ 30 ] |
| 31e | 1985-1986 | Amor Dhib                    | ES Sahel           | [ 31 ] |
| 32e | 1986-1987 | Faouzi Benzarti              | ES Sahel           | [ 32 ] |
| 33e | 1987-1988 | Antoni Piechniczek (2)       | ES Tunis           | [ 33 ] |
| 34e | 1988-1989 | Antoni Piechniczek (2)       | ES Tunis           | [ 34 ] |
| 35e | 1989-1990 | Faouzi Benzarti (2)          | Club africain      | [ 35 ] |
| 36e | 1990-1991 | Władysław Żmuda              | ES Tunis           | [ 36 ] |
| 37e | 1991-1992 | Ilie Balaci                  | Club africain      | [ 37 ] |
| 38e | 1992-1993 | Zdzislaw Podedworny          | ES Tunis           | [ 38 ] |
| 39e | 1993-1994 | Faouzi Benzarti (3)          | ES Tunis           | [ 39 ] |
| 40e | 1994-1995 | José Paulo                   | CS Sfax            | [ 40 ] |
| 41e | 1995-1996 | Jean Sérafin                 | Club africain      | [ 41 ] |
| 42e | 1996-1997 | José Dutra dos Santos        | ES Sahel           | [ 42 ] |
| 43e | 1997-1998 | Youssef Zouaoui (2)          | ES Tunis           | [ 43 ] |
| 44e | 1998-1999 | Youssef Zouaoui (3)          | ES Tunis           | [ 44 ] |
| 45e | 1999-2000 | Youssef Zouaoui (4)          | ES Tunis           | [ 45 ] |
| 46e | 2000-2001 | Youssef Zouaoui (5)          | ES Tunis           | [ 46 ] |
| 47e | 2001-2002 | Michel Decastel              | ES Tunis           | [ 47 ] |
| 48e | 2002-2003 | Faouzi Benzarti (4)          | ES Tunis           | [ 48 ] |
| 49e | 2003-2004 | Oscar Fulloné                | ES Tunis           | [ 49 ] |
| 50e | 2004-2005 | Michel Decastel (2)          | CS Sfax            | [ 50 ] |
| 51e | 2005-2006 | Khaled Ben Yahia             | ES Tunis           | [ 51 ] |
| 52e | 2006-2007 | Faouzi Benzarti (5)          | ES Sahel           | [ 52 ] |
| 53e | 2007-2008 | Abdelhak Benchikha           | Club africain      | [ 53 ] |
| 54e | 2008-2009 | Faouzi Benzarti (6)          | ES Tunis           | [ 54 ] |
| 55e | 2009-2010 | Faouzi Benzarti (7)          | ES Tunis           | [ 55 ] |
| 56e | 2010-2011 | Nabil Maâloul                | ES Tunis           | [ 56 ] |
| 57e | 2011-2012 | Nabil Maâloul (2)            | ES Tunis           | [ 57 ] |
| 58e | 2012-2013 | Ruud Krol                    | CS Sfax            | [ 58 ] |
| 59e | 2013-2014 | Ruud Krol (2)                | ES Tunis           | [ 59 ] |
| 60e | 2014-2015 | Daniel Sanchez               | Club africain      | [ 60 ] |
| 61e | 2015-2016 | Faouzi Benzarti (8)          | ES Sahel           | [ 61 ] |
| 62e | 2016-2017 | Faouzi Benzarti (9)          | ES Tunis           | [ 62 ] |
| 63e | 2017-2018 | Khaled Ben Yahia (2)         | ES Tunis           | [ 63 ] |
| 64e | 2018-2019 | Mouine Chaabani              | ES Tunis           | [ 64 ] |
| 65e | 2019-2020 | Mouine Chaabani (2)          | ES Tunis           | [ 65 ] |
| 66e | 2020-2021 | Mouine Chaabani (3)          | ES Tunis           | [ 66 ] |
| 67e | 2021-2022 | Nabil Maâloul (3)            | ES Tunis           | [ 67 ] |
| 68e | 2022-2023 | Faouzi Benzarti (10)         | ES Sahel           | [ 68 ] |
| 69e | 2023-2024 | Miguel Cardoso               | ES Tunis           | [ 69 ] |

## Statistiques

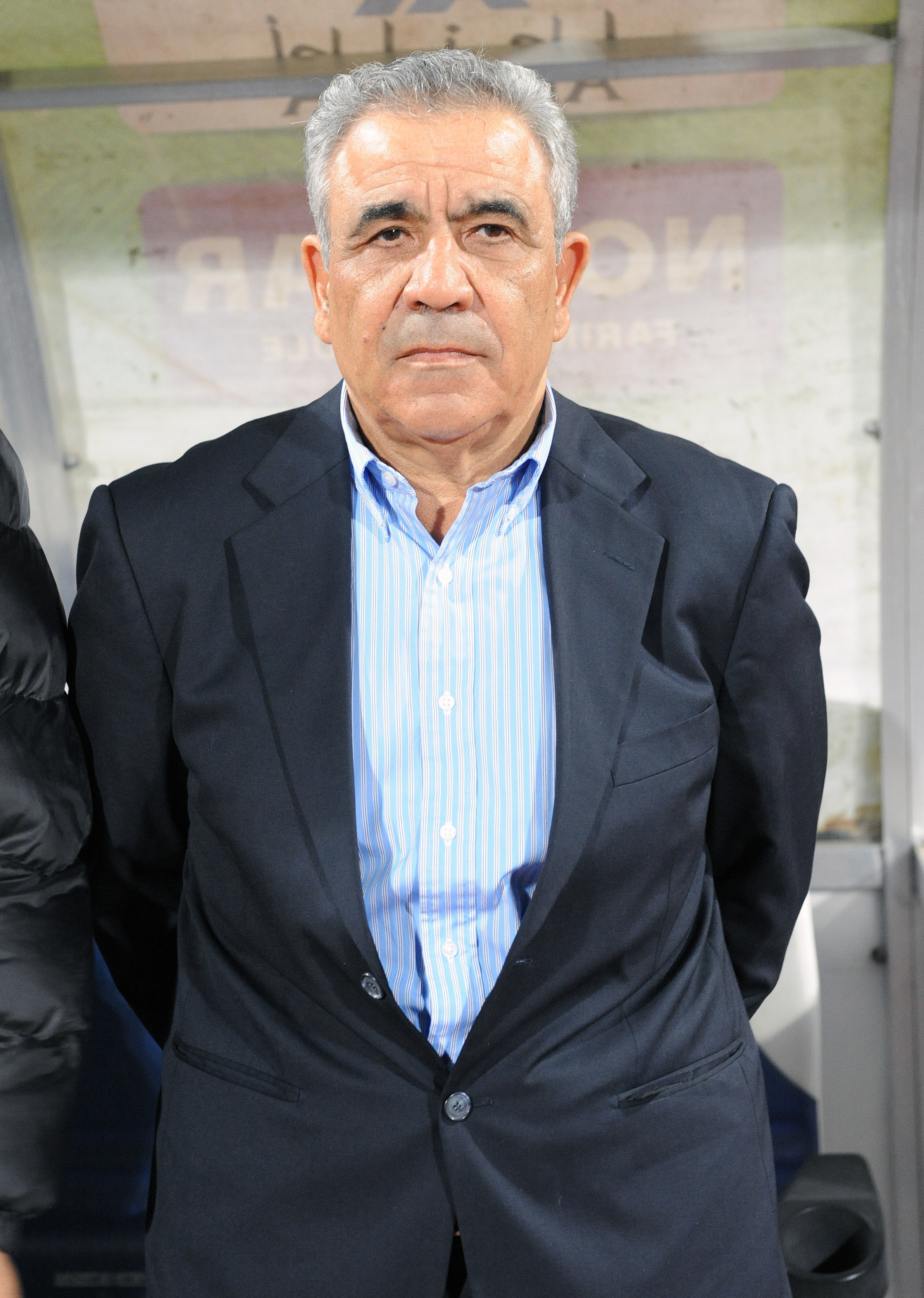
Faouzi Benzarti, qui a remporté le championnat à dix reprises.

Faouzi Benzarti a remporté le championnat à dix reprises avec l'Espérance sportive de Tunis, l'Étoile sportive du Sahel et le Club africain,.
Youssef Zouaoui a remporté le titre à cinq reprises avec le Club athlétique bizertin et l'Espérance sportive de Tunis.
| Entraîneur       | Titres | Club          | Années                                                     |
| ---------------- | ------ | ------------- | ---------------------------------------------------------- |
| Faouzi Benzarti  | 10     | ESS, EST, CA  | 1987, 1990, 1994, 2003, 2007, 2009, 2010, 2016, 2017, 2023 |
| Youssef Zouaoui  | 5      | CAB, EST      | 1984, 1998, 1999, 2000, 2001                               |
| Habib Draoua     | 5      | CSHL, EST, ST | 1954, 1955, 1957, 1960, 1961                               |
| Mouine Chaabani  | 3      | EST           | 2019, 2020, 2021                                           |
| Hmid Dhib        | 3      | EST, ESS      | 1975, 1982, 1986                                           |
| Nabil Maâloul    | 3      | EST           | 2011, 2012, 2022                                           |
| Michel Decastel  | 2      | EST, CSS      | 2002, 2005                                                 |
| Khaled Ben Yahia | 2      | EST           | 2006, 2018                                                 |
| Ruud Krol        | 2      | CSS, EST      | 2013, 2014                                                 |